# Gerhard Petritsch
Gerhard Petritsch, né le 2 septembre 1940 à Berchtesgaden, est un tireur sportif autrichien.

## Carrière
Gerhard Petritsch participe aux Jeux olympiques de 1980 à Moscou et remporte la médaille de bronze dans l'épreuve du pistolet feu rapide à 25 mètres.